# HMS Sigrid
HMS Sigrid var en 2:a klass kanonbåt i svenska flottan. Hon byggdes av Nyköpings varv och sjösattes 1862. Hon var byggd i trä och stål, var försedd med två master och kunde föra upp till 270 m² segel. Mellan 1866 och 1867 monterades de två kanonerna bort och ersattes av en 96 mm kanon samt fick segelytan ökad. I samband med detta så klassades hon om till kanonångsskonert. Besättningen kunde då minskas till 31 man. Tillhörde skärgårdsartilleriet vid Stockholms örlogsstation.